# Heinrich Ewald Hering
Heinrich Ewald Hering (ur. 3 maja 1866 w Wiedniu, zm. 16 grudnia 1948 w Papenhusen) – niemiecki fizjolog.
Syn Ewalda Heringa i Maria Antonie z domu Lincke. Studiował medycynę na Uniwersytecie w Pradze i Uniwersytecie w Kilonii, w 1893 roku otrzymał tytuł doktora medycyny. W 1895 został docentem prywatnym na Uniwersytecie w Pradze, do 1898 pracował w Instytucie Patologii. W 1895 habilitował się, w 1901 został profesorem nadzwyczajnym. W 1913 przeniósł się na katedrę w Kolonii. W 1934 roku przeszedł na emeryturę. Członek Niemieckiej Akademii Przyrodników Leopoldina (1932). Zajmował się fizjologią układu krążenia i układu nerwowego. Wspólnie z Eberhardem Kochem odkrył odruch z zatoki szyjnej (odruch Heringa).

## Prace
- Zur Theorie der Nerventhätigkeit. Leipzig, 1899.
- Der Sekundenherztod. Berlin, 1917.
- Pathologische Physiologie. Leipzig, 1921.
- Der Karotisdruckversuch. Münchener Medizinische Wochenschrift 70: 1287–1290, 1923.
- Die Karotissinusreflex auf Herz und Gefässe. Dresden-Leipzig, 1927.
- Methodik zur Untersuchung der Karotissinusreflexe. W: Handbuch der biologischen Arbeitsmethoden. Berlin-Wien, 1929.
- Die Änderung des Herzschlagzahl durch Änderung des arteriellen Blutdruckes erfolgt aus reflektorischem Wege; gleichzeitig eine Mitteilung über die Funktion des Sinus caroticus, beziehungsweise der Sinusnerven. Pflüger's Archiv für die gesamte Physiologie des Menschen und der Tiere, 1924.